# (3691) Beda
(3691) Beda es un asteroide que forma parte de los asteroides Amor y fue descubierto por Luis Eduardo González el 29 de marzo de 1982 desde la Estación Astronómica de Cerro El Roble, Chile.

## Designación y nombre
Beda fue designado al principio como 1982 FT.
Posteriormente, en 2000,se nombró en honor del monje benedictino Beda el Venerable (h.672-735)

## Características orbitales
Beda está situado a una distancia media de 1,774 ua del Sol, pudiendo acercarse hasta 1,27 ua y alejarse hasta 2,279 ua. Su excentricidad es 0,2841 y la inclinación orbital 20,36 grados. Emplea en completar una órbita alrededor del Sol 863,3 días.
Beda es un asteroide cercano a la Tierra.

## Características físicas
La magnitud absoluta de Beda es 14,7. Tiene un diámetro de 4,3 km y un periodo de rotación de 226,8 horas. Está asignado al tipo espectral Xc de la clasificación SMASSII.